# Bradysia ventricosa
Bradysia ventricosa är en tvåvingeart som först beskrevs av Franz Lengersdorf 1941.  Bradysia ventricosa ingår i släktet Bradysia och familjen sorgmyggor. Inga underarter finns listade i Catalogue of Life.